# 古川進
古川 進（ふるかわ すすむ、1913年8月19日 - 1991年10月23日）は、日本の実業家。大和銀行元頭取、会長。佐賀県佐賀市出身。

## 経歴・人物
1938年に京都帝国大学経済学部を卒業し、同年に野村銀行（のちの大和銀行。統合により現在はりそな銀行となる。）に入社した。
1961年11月に取締役に就任し、1963年4月に常務、1966年11月に専務、1968年11月に副頭取を経て、1973年4月からは大和銀行頭取を務め、1977年4月からは会長、1987年6月からは相談役を歴任した。
その一方で、1981年12月から1985年12月までに大阪商工会議所会頭を務め、海外交流に力を入れた。日本商工会議所副会頭、大阪銀行協会会長、全国銀行協会連合会副会長、関西経済同友会代表幹事なども歴任した。日向方齋とともに、関西国際空港の実現に向けて、尽力した。1975年9月に藍綬褒章を授賞し、1984年11月には勲一等瑞宝章を授賞した。
1991年10月23日脳内出血により死去。78歳没。